# Ptilorrhoa à dos roux
Ptilorrhoa castanonota
Espèce
Statut de conservation UICN

 LC  : Préoccupation mineure
Le Ptilorrhoa à dos roux, Ptilorrhoa castanonota, est une espèce d'oiseaux de la famille des Cinclosomatidae.
Cet oiseau est répandu en Nouvelle-Guinée.